# Alveberget
Alveberget är en kulle i Antarktis. Den ligger i Östantarktis. Norge gör anspråk på området. Toppen på Alveberget är 2 090 meter över havet.
Terrängen runt Alveberget är lite kuperad. Trakten är obefolkad. Det finns inga samhällen i närheten.